# Sephisa
Sephisa — род дневных бабочек из семейства Нимфалиды, распространённых в Азии. На территории России обитает один вид рода — Сефиза (Sephisa dichroa).
Бабочки средних и крупных размеров, как правило, с яркой оранжево-чёрной окраской. Голова с голыми глазами (без волосков), губные щупики покрыты чешуйками. Усики с постепенно утолщающейся булавой. Центральные ячейки передних и задних крыльев не замкнуты. На передних крыльях жилки R1, R2 не ветвятся и берут начало от центральной ячейки. R3, R4, R5 имеют общий ствол, который также начинается от центральной ячейки. Жилки R1 и R2 выходят к костальному (переднему) краю переднего крыла, жилка R3 к вершине, а жилки R4 и R5 к наружному краю.

## Виды
- Сефиза (Sephisa dichroa)
- Sephisa chandra
- Sephisa daimio
- Sephisa princeps — часто рассматривается как подвид Сефиза (Sephisa dichroa).